# Podocarpus matudae
Podocarpus matudae là một loài thực vật hạt trần trong họ Thông tre. Loài này được Lundell miêu tả khoa học đầu tiên năm 1937.